# Monique de Selys Longchamps

Wapenschild van het huis De Sélys-Longchamps

Monique Eusébie Ghislaine Charlotte Marie de Selys Longchamps (Brussel, 9 februari 1906 - 11 juni 1990) was een Belgische edelvrouw (barones), die verzetsstrijdster was tijdens de Tweede Wereldoorlog.
Monique De Selys was de dochter van baron Raymond de Selys Longchamps (1880-1966) en Emilie de Theux de Meylandt et Monjardin (1880-1972).  Ze speelde een actieve rol in het Verzet. Dit blijkt uit de hoge onderscheidingen die haar werden toegekend: de herinneringsmedaille oorlog 1940-45 met gekruiste zwaarden, de George Medaille, tweede hoogste Britse onderscheiding voor burgers tijdens Wereldoorlog II en de Frankrijk en Duitsland Ster (in het Engels de 'France and Germany Star'), een onderscheiding die door het Britse Gemenebest werd uitgereikt voor betrokkenheid ("operational service") bij de strijd in West-Europa in 1944 en 1945. 
Monique de Selys trad in 1948 in het huwelijk met de Britse squadronleader Patrick Smith (1900-1975), die vanuit de SAS samenwerking verleende aan Belgische en Franse troepen. Hij ontving hiervoor onder meer de Distinguished Service Order. 
Na de oorlog werkte Monique de Selys als verpleegster mee aan ziekenbedevaarten naar Banneux en naar Lourdes.